# Kelmiküla
Kelmiküla est un quartier du district de  Tallinn-Nord à Tallinn en Estonie.

## Description
En 2019, Kelmiküla compte 1 349 habitants.
Sa superficie est de 0,21 km2.
Kalamaja et Pelgulinna sont classées zones à valeur environnementale dans le plan directeur de Tallinn. La zone écologiquement précieuse de Kelmiküla (Kassisaba) comprend la zone autour de Tehnika et de la rue Sügise,,.

## Population
| 2008 | 2010 | 2011  | 2012  | 2013  | 2014  | 2015  |
| ---- | ---- | ----- | ----- | ----- | ----- | ----- |
| 911  | 950  | 1 008 | 1 028 | 1 101 | 1 198 | 1 266 |

| 2016  | 2017  | 2018  | 2019  | 2020  | 2021  | 2022  |
| ----- | ----- | ----- | ----- | ----- | ----- | ----- |
| 1 198 | 1 266 | 1 341 | 1 349 | 1 362 | 1 396 | 1 402 |

## Lieux et monuments
- Toompuiestee 37 - Gare de Tallinn-Baltique ;
- Tehnika tn 18 – École européenne de Tallinn ;
- Tehnika tn 23 – École maternelle de Kelmiküla ;
- Toompuiestee 27/ Paldiski mnt 4 - Meriton Grand Hotel Tallinn (et).
- Toompuiestee 37/1 - GO Hotel Shnelli (et);
- Rannamäe tee 3 - Hôtel The Park Mansion.

## Transports
Les lignes de bus n° 8, 22, 40, 41, 41B, 59 et 66 et les lignes de trolleybus n° 1, 4 et 5 traversent le territoire de Kelmiküla.

## Galerie

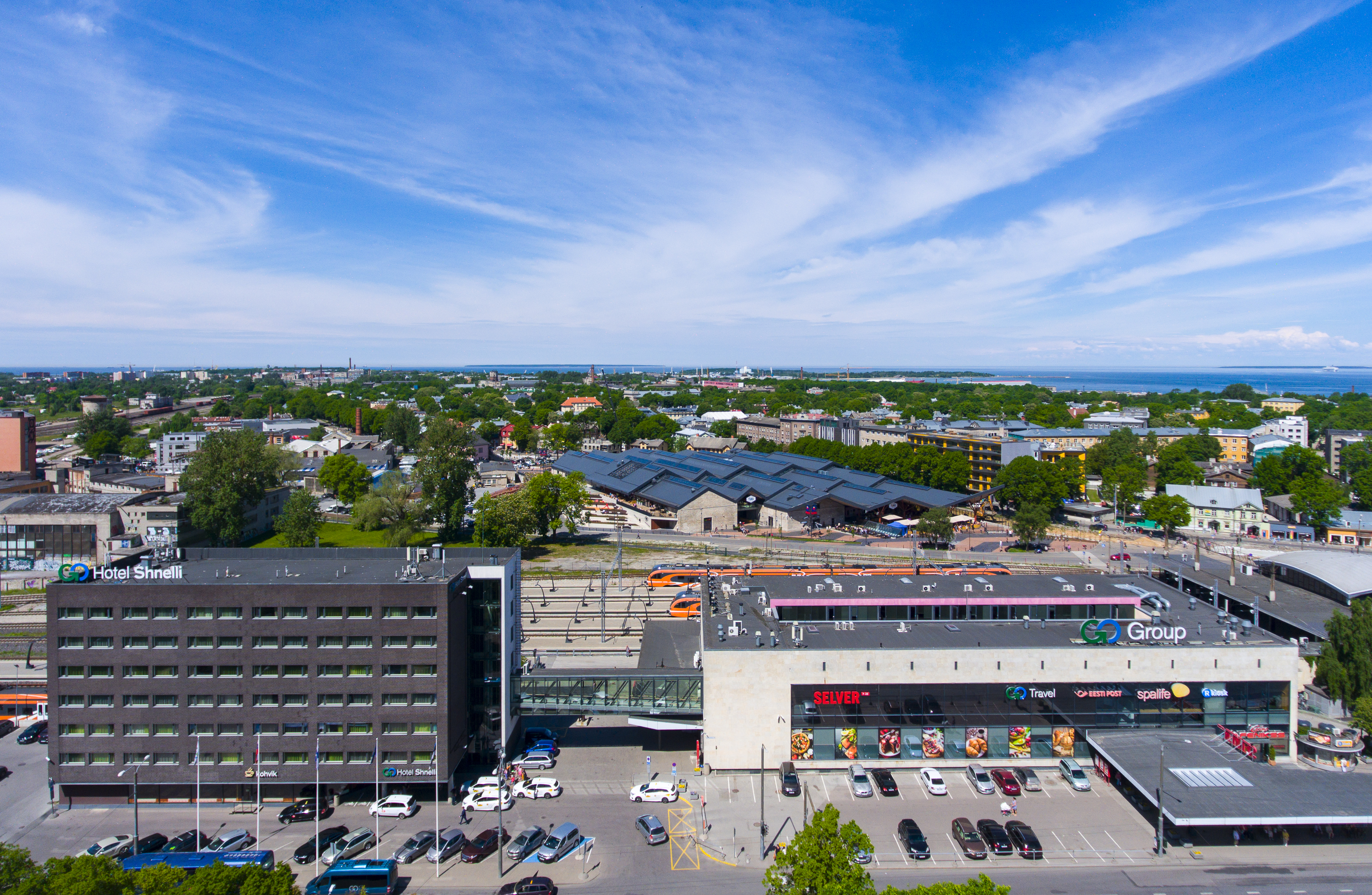
Kelmiküla.
Meriton Grand Hotel Tallinn.
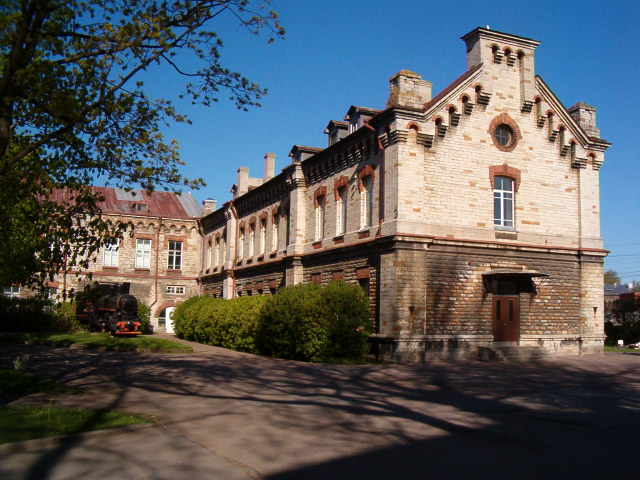
Bâtiment de l'ancienne école des transports.

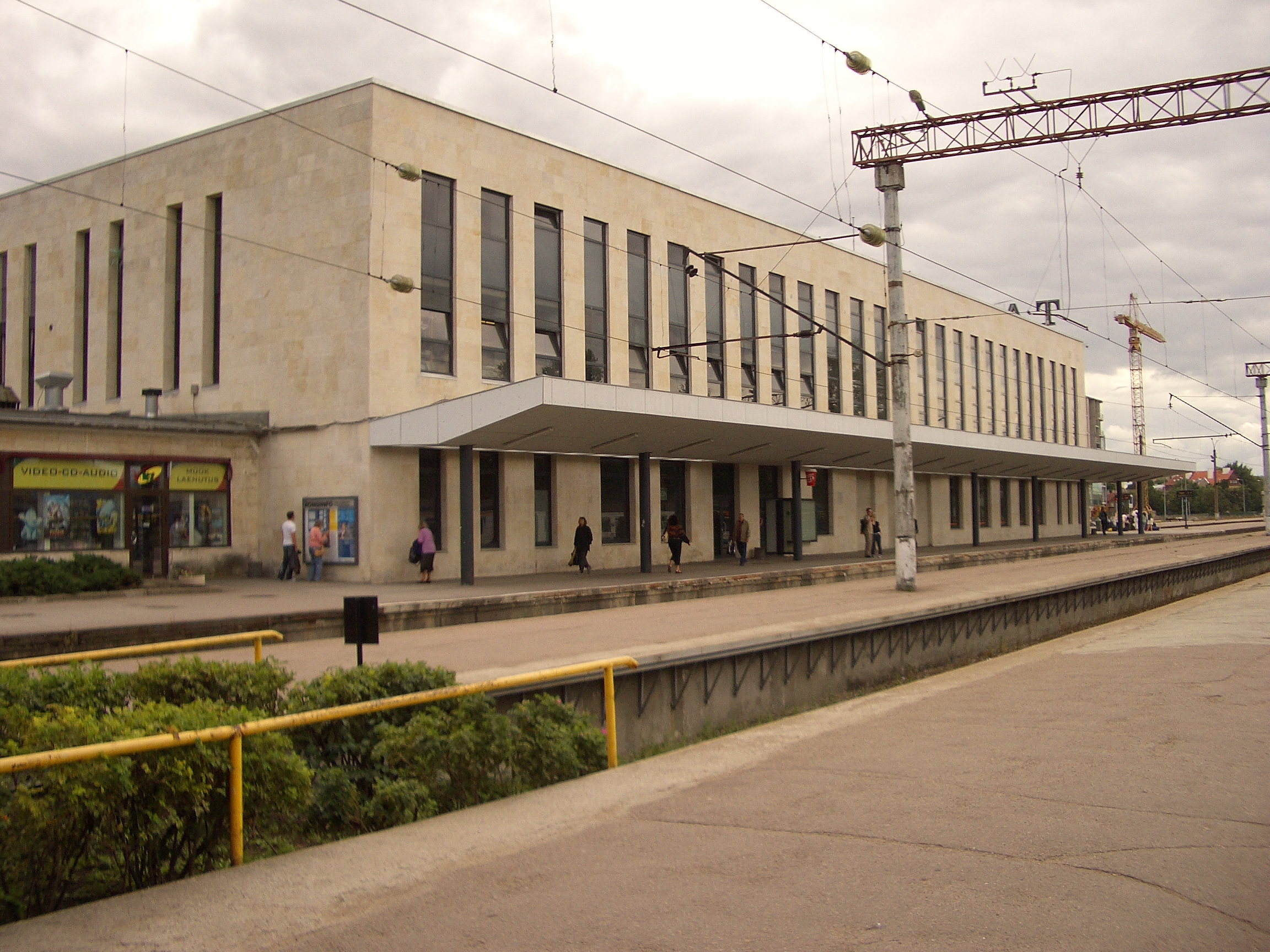
La gare principale de Tallinn.
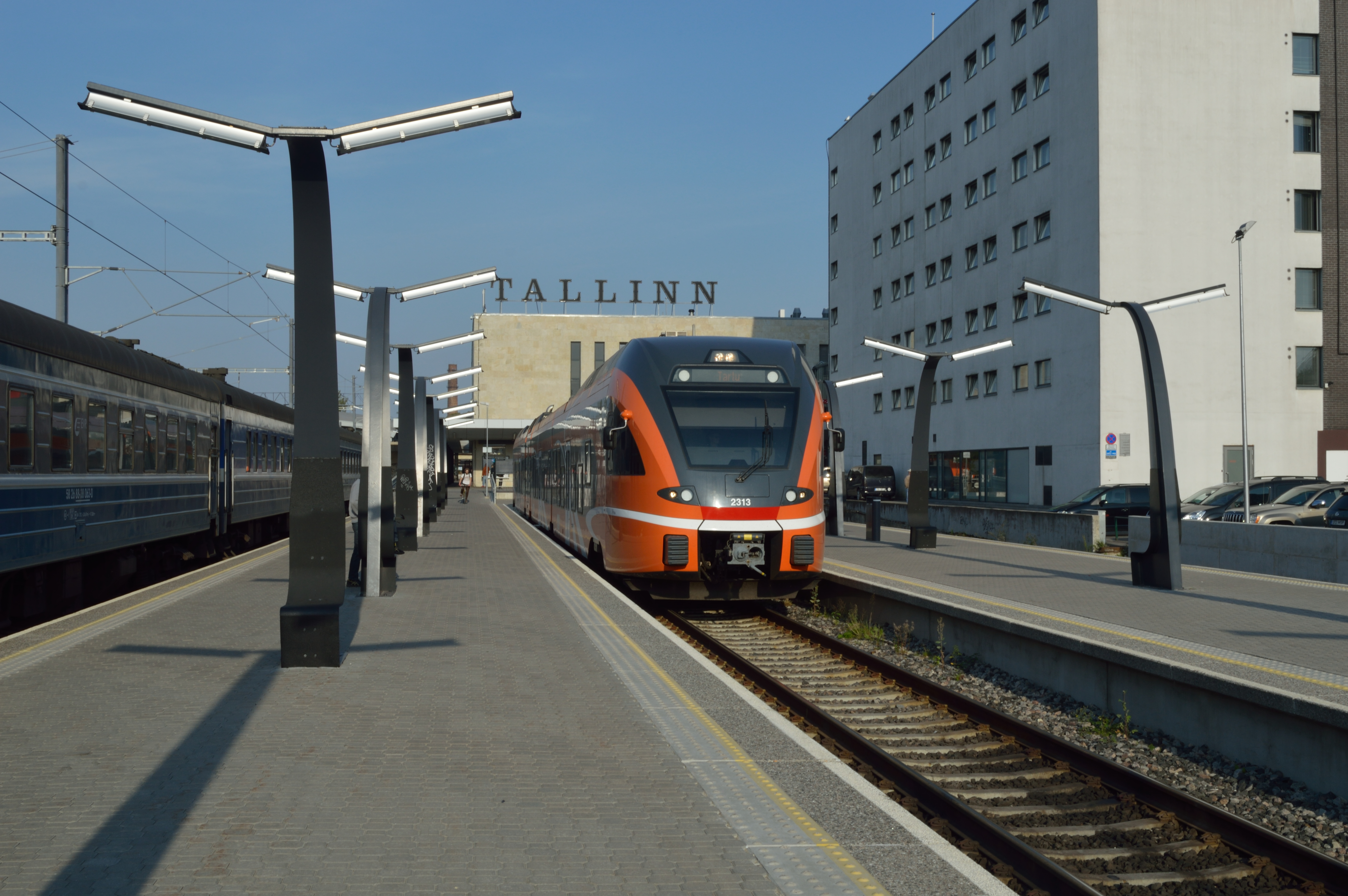
Gare de Tallinn-Baltique
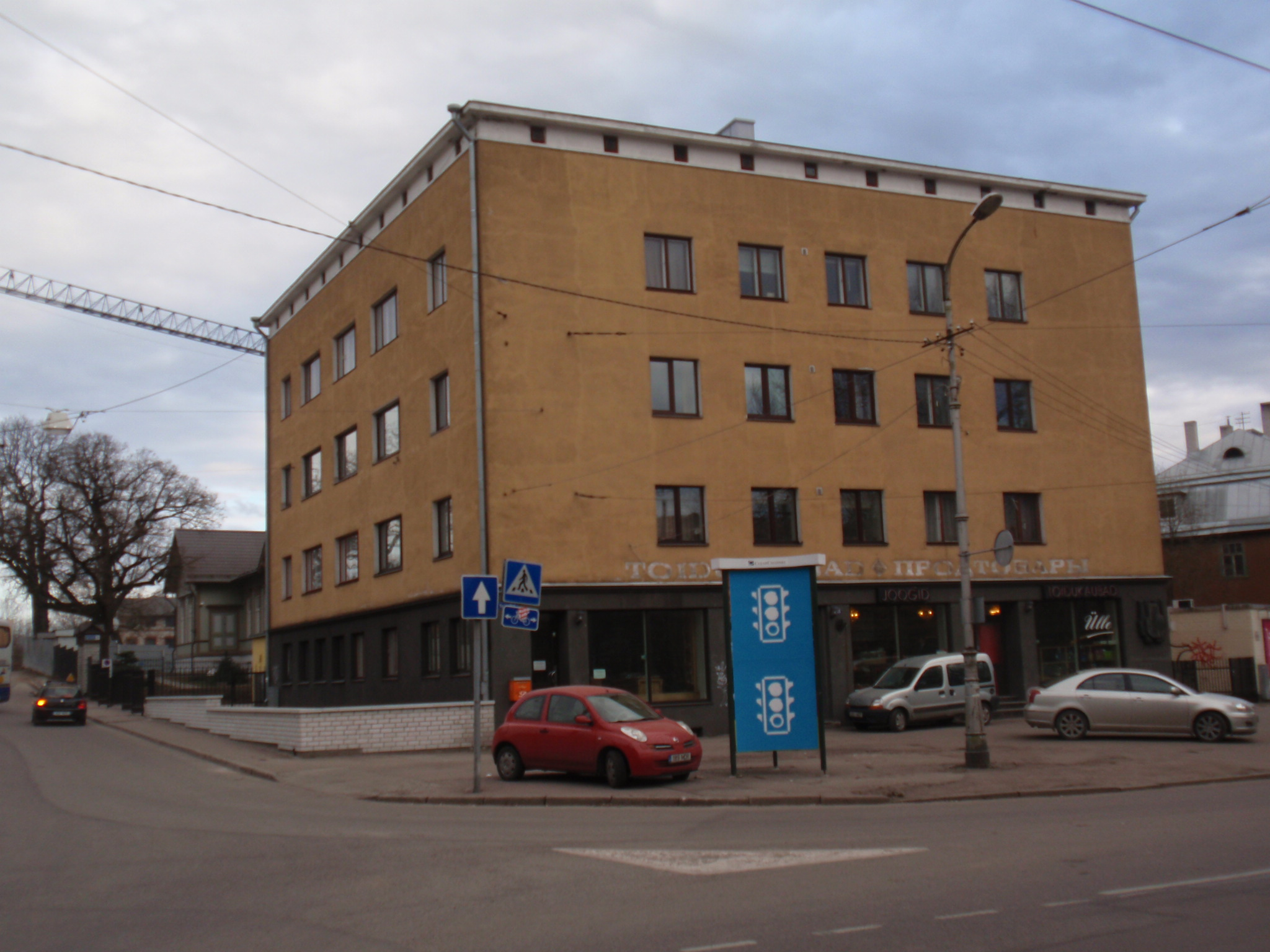
Maison de Adamson-Eric.